# Édition urtext
 (mars 2025).
Une édition urtext d'une œuvre de musique classique, est une version imprimée conçue pour reproduire l'intention originale du compositeur aussi exactement que possible, sans aucun ajout ou modification du matériel original. D'autres types d'éditions distinctes de l'urtext sont le fac-similé et l'édition d'interprétation, discutés ci-dessous.

## Préparation des éditions urtext

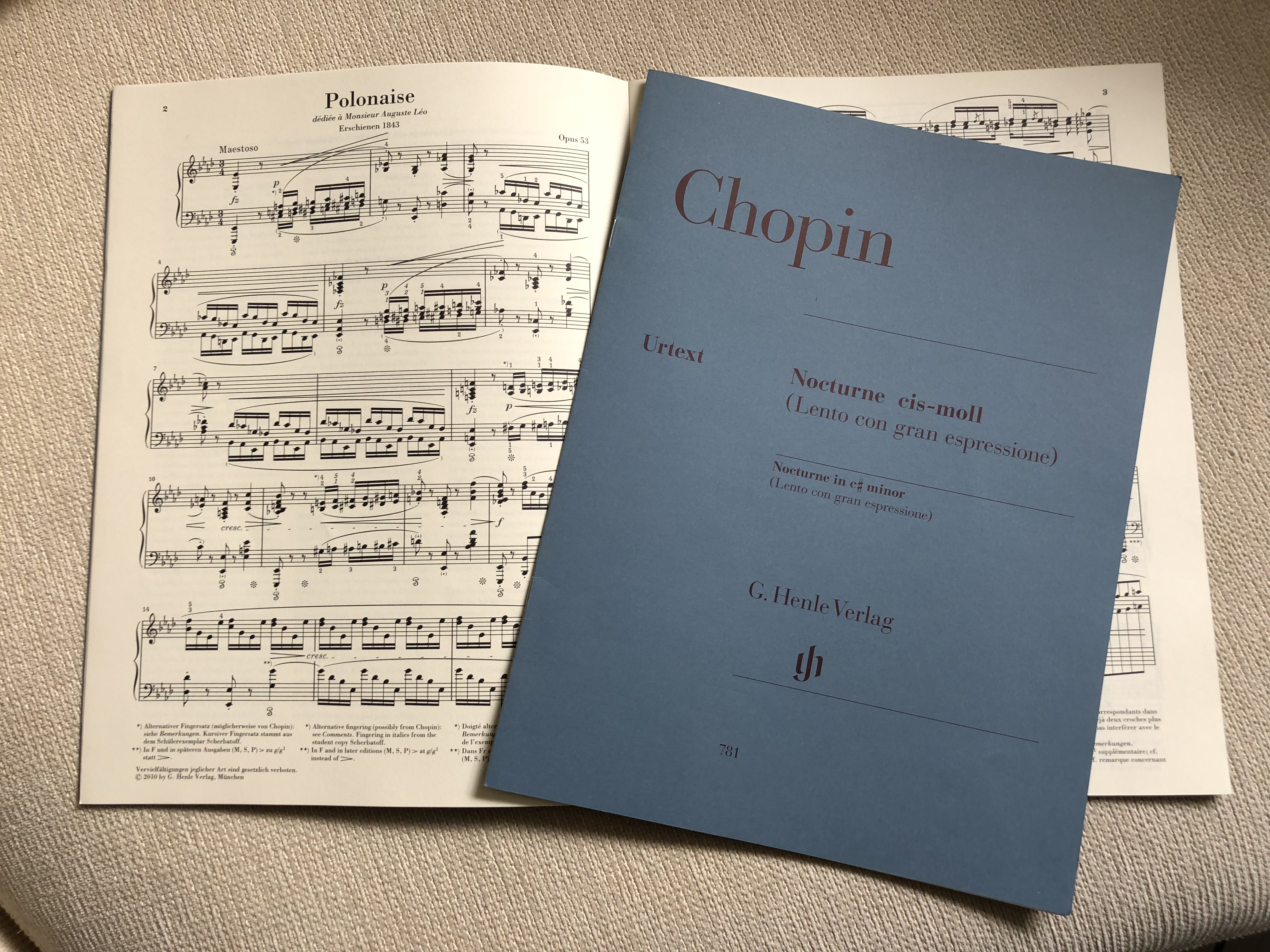
Une édition urtext de Chopin.

Les sources pour une édition urtext peuvent inclure l'autographe (c'est-à-dire le manuscrit de la main même du compositeur), les copies manuelles faites par le compositeur, ses étudiants et ses assistants, la première édition publiée et d'autres des plus anciennes éditions. Les premières éditions incluent souvent des fautes d'impression ; une source particulièrement précieuse pour les éditions urtext est une copie de la première édition corrigée par le compositeur.
Généralement, une édition urtext comprend une préface indiquant quelles sources ont été consultées par l'éditeur. Dans le cas des manuscrits ou des éditions originales devenus rares, l'éditeur indique la bibliothèque de recherche ou éventuellement d'autres lieux de conservation.
Lorsque les sources sont rares, ou lorsque les fautes d'impression se multiplient ou sont contradictoires, la tâche de l'éditeur d'urtext devient difficile. Les cas où le compositeur avait une mauvaise écriture (par exemple, Beethoven), ou de même lorsqu'il a revu les œuvres après la publication peuvent créer des difficultés.
Un problème fondamental de l'édition urtext est la façon de présenter les variantes de lectures. Notamment si l'éditeur prend en compte trop peu de variantes, il restreint la liberté de choix de l'artiste. À l'inverse, ajouter des variantes improbables provenant de sources manifestement peu fiables, sert également mal l'interprète. Jusqu'où l'éditeur doit-il pour identifier les fautes d'impression ou les erreurs des copistes ? Le grand danger — pas du tout hypothétique — c'est qu'un choix excentrique intéressant ou même inspiré du compositeur peut être effacé par un éditeur trop zélé.
Une autre source de difficulté découle du fait que les œuvres de musique impliquent généralement des passages répétés en plus d'un endroit (à l'identique ou de similairement), ce qui se produit, par exemple, dans la section de réexposition d'une œuvre en forme sonate ou avec le thème principal d'un rondo. Souvent, les marques de dynamique ou d'autres marques d'expression qui se trouvent à un endroit de la source, sont manquantes à d'autres endroits (phrases suivantes, rééxposition, etc.). La pratique possible la plus stricte  est de rendre toutes les marques littéralement, mais un éditeur d'urtext peut également reproduire ces marques présentes dans les passages parallèles.
Une réponse commune des éditeurs pour l'ensemble de ces difficultés est de fournir une documentation écrite précisant les décisions prises, soit dans les notes de bas de page ou dans une section de commentaires distincte pour chaque source ou le choix éditorial.

## Types d'éditions

### Éditions fac-similé
Les éditions urtext diffèrent des éditions fac-similé, où il suffit de présenter une reproduction photographique de l'une des sources d'origine pour une œuvre de musique. L'édition urtext ajoute de la valeur à ce que l'interprète peut obtenir à partir d'un fac-similé, par l'intégration d'éléments de preuve provenant de sources multiples et en exerçant un jugement savant éclairé. Les éditions Urtext sont également plus faciles à lire que des fac-similés. Ainsi, les éditions de fac-similé sont conçues principalement pour être utilisées par les chercheurs et des interprètes qui poursuivent des études dans le cadre de leur formation.
Le musicologue James Webster, fondant son propos sur son étude des deux grandes éditions urtext de la sonate pour piano Hob. XVI:49 de Haydn, suggère que les interprètes intéressés par l'interprétation historiquement informée devrait jouer à partir d'un fac-similé. La raison en est que certaines marques laissées par le compositeur ne peuvent tout simplement pas être rendus fidèlement dans une édition imprimée. Pour Haydn, ceux-ci comprennent les marques qui sont des intermédiaires de longueur entre un point et un trait (qui, évidemment, ont des significations différentes pour ce compositeur) ou l'expression de phrasés qui se terminent très haut au-dessus des notes, laissant l’ambiguïté là où une phrase commence ou se termine. Dans de tels cas, les éditions imprimées sont forcées de faire un choix ; seul un fac-similé peut exprimer sans altération l'intention du compositeur.

### Éditions d'interprétation
Les éditions urtext diffèrent aussi des éditions d'interprétation, qui offrent l'opinion personnelle de l'éditeur sur la façon de rendre l'œuvre. Celles-ci est indiquée par les marques dynamiques et d'autres formes d'expressions musicales, qui complètent ou remplacent celles du compositeur. Dans les cas extrêmes, les éditions d'interprétation modifient délibérément le texte du compositeur ou même suppriment un ensemble de passages.
Au XIXe et au début du XXe siècle, beaucoup des célèbres musiciens établissent des éditions d'interprétation, notamment Harold Bauer, Artur Schnabel et Ignacy Paderewski. À cette époque, avant la musique enregistrée, ces éditions étaient souvent, pour l'élève, la seule façon de pouvoir obtenir la pratique d'inspiration de l'interprétation des grands artistes, et aujourd'hui encore, ils conservent une valeur dans ce but.
Un compromis entre l'édition urtext et d'interprétation est une édition dans laquelle les ajouts de l'éditeur sont distingués typographiquement (généralement avec des parenthèses, la grosseur, le grisé ou détaillée dans le texte d'accompagnement) à partir des propres marques du compositeur. De telles éditions sont particulièrement utiles pour la musique ancienne, où l'interprétation de la notation musicale d'alors pose souvent des difficultés.

## Authenticité
Webster dit que de nombreuses éditions qui sont étiquetés « Urtext » ne peuvent pas être qualifiées ainsi :

« La grande majorité des éditions étiquetées « Urtext » font beaucoup plus de changements que leurs éditeurs ne le reconnaissent. Les éditeurs sont en partie à blâmer : ils ont peur de faire n'importe quoi qui pourrait sembler peu familier ou rebutant à n'importe quel marché potentiel. En effet, ils veulent avoir le meilleur des deux mondes ; par exemple, la Neue Mozart-Ausgabe, prétend offrir « un texte irréprochable du point de vue de la recherche, et prétend en même temps tenir compte des besoins de la pratique musicale ». Que ce soit un espoir pieux ou franchement fondé sur l'intérêt personnel, il n'en demeure pas moins que l'on ne peut servir deux maîtres »

.

## Quelles éditions sont actuellement utilisées?
William S. Newman suggère que les professeurs de musique contemporains, favorisent de plus en plus les éditions urtext, mais il exprime une certaine ambivalence à propos de ce développement :

« Le mouvement prononcé vers les éditions Urtext […] est un signe de santé. Cependant, cette tendance est peut-être allée trop loin du point de vue de l'étudiant. Par exemple, je préférerais presque recommander à mes étudiants l'ancienne édition Bülow-Lebert des sonates [de piano] de Beethoven plutôt que l'édition Urtext, dans laquelle les incohérences de Beethoven, notamment en matière de staccatos, de liaisons et de signes dynamiques, ne peuvent qu'aboutir à une confusion sans fin — seulement presque, parce que l'édition Bülow-Lebert […] est allée trop loin dans l'autre sens, non seulement en insérant de nombreux changements non identifiés, mais aussi en faisant concorder différents détails qui n'ont jamais été destinés à l'être. »

L'édition Bülow-Lebert à laquelle Newman se réfère, est une édition d'interprétation bien connue des sonates de Beethoven.

## Éditeurs d'urtext
- Bärenreiter
- G. Henle Verlag
- OKM Publishers
- Édition Peters
- Wiener Urtext Edition
- Könemann
- Breitkopf & Härtel
- Editio Musica Budapest
- Schott
- Carus-Verlag
- Boosey & Hawkes
- PWM Edition
- Universal Edition
- Kunzelmann
- Carisch
- Ricordi